# Brug 1170
Brug 1170 is een bouwkundig kunstwerk in Amsterdam-Zuidoost.

## Brug 1170
De brug is een zogenaamde duikerbrug. Zij werd in 1970 gelegd in een brede afwateringstocht tussen de K-Buurt en wat uiteindelijk de Gaasperdammerweg zou worden. De duiker ontsnapte aan de sloop van kunstwerken voor de bouw van de Gaasperdammertunnel.
De duikerbrug is gelegen in het Geerdinkhofpad, een kilometerslang voet- en fietspad dat Amsterdam Zuidoost van noord naar zuid doorsnijdt. De duiker is gelegen in een groen- en waterstrook ten zuiden van de woonwijk Kantershof. Ze is circa 32 meter lang en 3 meter breed.; doorvaarthoogte is theoretisch, er is geen commerciële scheepvaart mogelijk in de watergang. Alle bouwonderdelen zijn in beton uitgevoerd, conform het ontwerp van de Dienst der Publieke Werken (specifieke ontwerper onbekend). Die Dienst ontwierp voor de inrichting van de wijk Zuidoost een serie van dit soort duikers, te herkennen aan een bult in voet- en fietspad en rechtopstaande einden van de duiker. Deze werd echter veel later neergelegd dan de anderen, die al in 1968/1969 werden geplaatst.
Het voet- en fietspad ten zuiden de duiker liep vanaf 1974 tot 2021 via viaduct 227P onder de Gaasperdammwerweg door verder zuidwaarts. De verbreding van dit deel van Rijksweg 9 had tot gevolg dat daar niet meer voor gekozen werd;  er werd gekozen voor een omleiding naar een gezamenlijk voet- en fietspad met de Kromwijkdreef 500 meter naar het westen toe.  

## Brug 1178
Brug 1178 volgens dezelfde omschrijving en gelijktijdig gebouwd, maar dan bij Kelbergen viel wel ten prooi aan de aanleg van de Gaasperdammertunnel. Er werd een nieuwe brug gebouwd, want dat voet- en fietspad werd over het tunneldek gelegd in plaats van onder de Gaasperdammerweg.
<<< · 1100 · 1101 · 1107 · 1008 · 1009 · 1110 · 1111 · 1119 · 1121 · 1122 · 1123 · 1124 · 1125 · 1126 · 1127 · 1128 · 1129 · 1130 · 1131 · 1132 · 1133 · 1134 · 1135 · 1139 · 1140 · 1141 · 1142 · 1143 · 1144 · 1145 · 1146 · 1148 · 1149 · 1150 · 1151 · 1152 · 1153 · 1154 · 1155 · 1156 · 1157 · 1159 · 1162 · 1163 · 1164 · 1165 · 1167 · 1170 · 1171 · 1172 · 1173 · 1174 · 1175 · 1176 · 1177 · 1179 · 1180 · 1181 · 1182 · 1183 · 1184 · 1186 · 1187 · 1188 · 1189 · 1190 · 1191 · 1192 · 1193 · 1194 · 1195 · 1196 · 1197 · 1198 · 1199 · >>>
Brugnummers 1102-1106 (gesloopt), 1112-1118 (gesloopt), 1120, 1136-1138, 1145, 1147, 1158 (onbekend), 1160, 1161, 1166, 1168, 1169, 1178 en 1185 (voetbrug Bijlmerweide bouw 1970, sloop 2015) zijn niet (meer) vergeven.